# Muganur, Nargund
Muganur là một làng thuộc tehsil Nargund, huyện Gadag, bang Karnataka, Ấn Độ.